# Dasypteroma inclarata
Dasypteroma inclarata là một loài bướm đêm trong họ Geometridae.